# Jodhaa-Akbar
Jodhaa-Akbar (Hindi: जोधा-अकबर, Urdu: جودھا اکبر) is een Indiaas film. Een Epos afkomstig uit Bollywood. De film kwam uit op 15 februari 2008.
Zowel de regie als de productie waren in handen van Ashutosh Gowariker. Deze was ook de regisseur van de eveneens epische film Lagaan uit 2001, welke voor een Academy Award genomineerd werd.
De film is een liefdesverhaal dat zich afspeelt tegen de achtergrond van historische gebeurtenissen uit de Indiase geschiedenis. Jodhaa-Akbar vertelt het verhaal van de 16e-eeuwse Mogolkeizer Akbar. Deze machtige, oorspronkelijk islamitische heerser trouwt om politieke redenen met de hindoeïstische Rajput-prinses Jodhaa. Na het huwelijk ontpopt zich echter een liefdesaffaire. In Jodhaa-Akbar speelt Hrithik Roshan rol van Akbar, terwijl zijn tegenspeelster Aishwarya Rai de rol van Jodhaa voor haar rekening neemt.
Vanwege het historisch karakter heeft men voorafgaand aan de opnamen van de film uitgebreid geschiedkundig onderzoek verricht. De opnames vonden plaats in Karjat.

## Inhoud
Jodhaa-Akbar is een fictief liefdesverhaal uit het 16e-eeuwse India. Het verhaalt van een politiek gearrangeerd huwelijk dat uitmondde in een echte liefde tussen de grote Mogol-keizer Akbar en een Rajput-prinses, Jodhaa.
Keizer Akbar, gespeeld door Hrithik Roshan, was een machtig heerser. Hij wist eerst zijn macht in het berggebied van Hindoekoesj in het noorden van India zeker te stellen. Vervolgens vergrootte Akbar zijn rijk door veroveringen tot het zich uitstrekte van Afghanistan tot de Golf van Bengalen en van de Himalaya tot de rivier de Narmada.
Door een sluwe mengeling van diplomatie, intimidatie en bruut geweld wist de moslimheerser Akbar het bondgenootschap van de Hindoeïstische Rajputs te verkrijgen. Hun steun was echter niet onverdeeld: Maharana Pratap en vele andere Rajputleiders beschouwden mogol Akbar immers als een buitenlandse bezetter en handelden daar ook naar. Zo verbood Maharana Pratap bijvoorbeeld het aangaan van huwelijken tussen Rajputs die hun dochters met de Mogols hadden laten trouwen en Rajputs die daarvan hadden afgezien.
Toen Akbar de door Aishwarya Rai gespeelde prachtige prinses Jodhaa trouwde om de relaties met de Rajputs te versterken, had hij nog geen idee dat hij was begonnen aan een nieuwe reis van een geheel andere orde dan de voorgaande: die van echte liefde.
Jodhaa was de dochter van koning Bharmal van Amer. Zij voelde zich bijzonder ongelukkig met het feit dat ze slechts een "pion" was in het politieke machtsspel. Het werd dan ook Akbar zijn grootste uitdaging, veel groter dan de militaire en politieke uitdagingen, om de liefde van de vrouw Jodhaa te winnen. Deze liefde ging immers gebukt onder zware voorbehouden en vooroordelen van de kant van Jodhaa. De film Jodhaa-Akbar vertelt het nooit vertelde liefdesverhaal van deze twee mensen, in de historische context van het Mogolrijk van Akbar.

## Muziek
De muziek in de film is van de hand van A. R. Rahman, die met Slumdog Millionaire later een Academy Award behaalde. De muziek was in India en bij de Indiase gemeenschap daarbuiten en liefhebbers van Bollywoodmuziek in het algemeen zeer populair. Met name het krijgshaftige Azeem-o-shaan shahenshah stond vele maanden in de hoogste regionen van de Hindi-muzieklijsten. Het in Urdu gezongen Jashn-e-bahaara is een gevoelige ballade met een zeer poëtische doch moeilijk te interpreteren tekst.

## Kritieken en beoordelingen
In België scoort deze Indiase film op de website van bioscoopfirma Kinepolis 4 sterren op 5, op basis van 115 beoordelingen.
Op IMDB is de beoordeling 7,4 op 10, op basis van in totaal 3.275 stemmen.